# Нежухів
Нежу́хів — село в Україні, у Стрийському районі Львівської області. Населення становить 1974 осіб. Орган місцевого самоврядування — Стрийська міська громада.

## Історія
Після захоплення поляками Самбора та Дрогобича 8 бригада, що була в Рихтичах, відступили проти ночі на 18 травня на Слонсько, звідки зранку прибули до с. Михайловичів, згодом через німецьку колонію Бріґідав прибули на ночівлю до Нежухова.

## Населення

### Мова
Розподіл населення за рідною мовою за даними перепису 2001 року:
| Мова            | Кількість | Відсоток |
| --------------- | --------- | -------- |
| українська      | 1959      | 99.24%   |
| російська       | 12        | 0.66%    |
| білоруська      | 1         | 0.05%    |
| інші/не вказали | 1         | 0.05%    |
| Усього          | 1974      | 100%     |

## Економіка
Підприємство ТОВ «Леоні Ваерінг Системс УА ГмБХ, ТОВ» компанії Leoni AG розташоване в селі і працює з 15 липня 2003 року. Завод побудований у рекордно короткі терміни — 11 місяців, виробляє електричні кабельні мережі для автомобілів «Опель», «Порше», «Фольксваген», «Ауді», «Ламборгіні», «Ман».

## Соціальна сфера
У селі діє Заклад середньої освіти, до якого входять Нежухівський ліцей та заклад дошкільної освіти. Також діє амбулаторія, аптека та Будинок культури. Побудовані дві церкви православного та греко-католицького віросповідання(Покрова Пр. Богородиці 1875 р.). Стадіон та декілька дитячих майданчиків.

## Політика

### Парламентські вибори, 2019
На позачергових парламентських виборах 2019 року у селі функціонувала окрема виборча дільниця № 461480, розташована у приміщенні будинку культури.
Результати
- зареєстровано 1571 виборець, явка 60,22 %, найбільше голосів віддано за «Слугу народу» — 23,57 %, за партію «Голос» — 21,56 %, за «Європейську Солідарність» — 16,60 %.[3] В одномандатному окрузі найбільше голосів отримав Олег Канівець (Громадянська позиція) — 42,48 %, за Андрія Гергерта (Всеукраїнське об'єднання «Свобода») — 12,08 %, за Андрія Кота (самовисування) — 11,97 %[4].

## Відомі особи

### Народилися
- Костів Розалія Василівна — ланкова бурякосійної ланки колгоспу імені Івана Франка, депутат V (1955–57) і VI (1957–59) скликання Дрогобицької обласної ради.
- Квасновський Василь Петрович (нар. 1940) — український літератор, громадський діяч.
- Канівець Олег Леонідович (нар. 1963) — український політик і громадський діяч; народний депутат України VII скликання (з 2012); голова благодійного фонду «Добре серце».